# Rousson (Gard)
Rousson is een gemeente in het Franse departement Gard (regio Occitanie). De plaats maakt deel uit van het arrondissement Alès. Rousson telde op 1 januari 2022 4.437 inwoners.

## Geografie
De oppervlakte van Rousson bedroeg op 1 januari 2022 32,57 vierkante kilometer; de bevolkingsdichtheid was toen 136,2 inwoners per km².

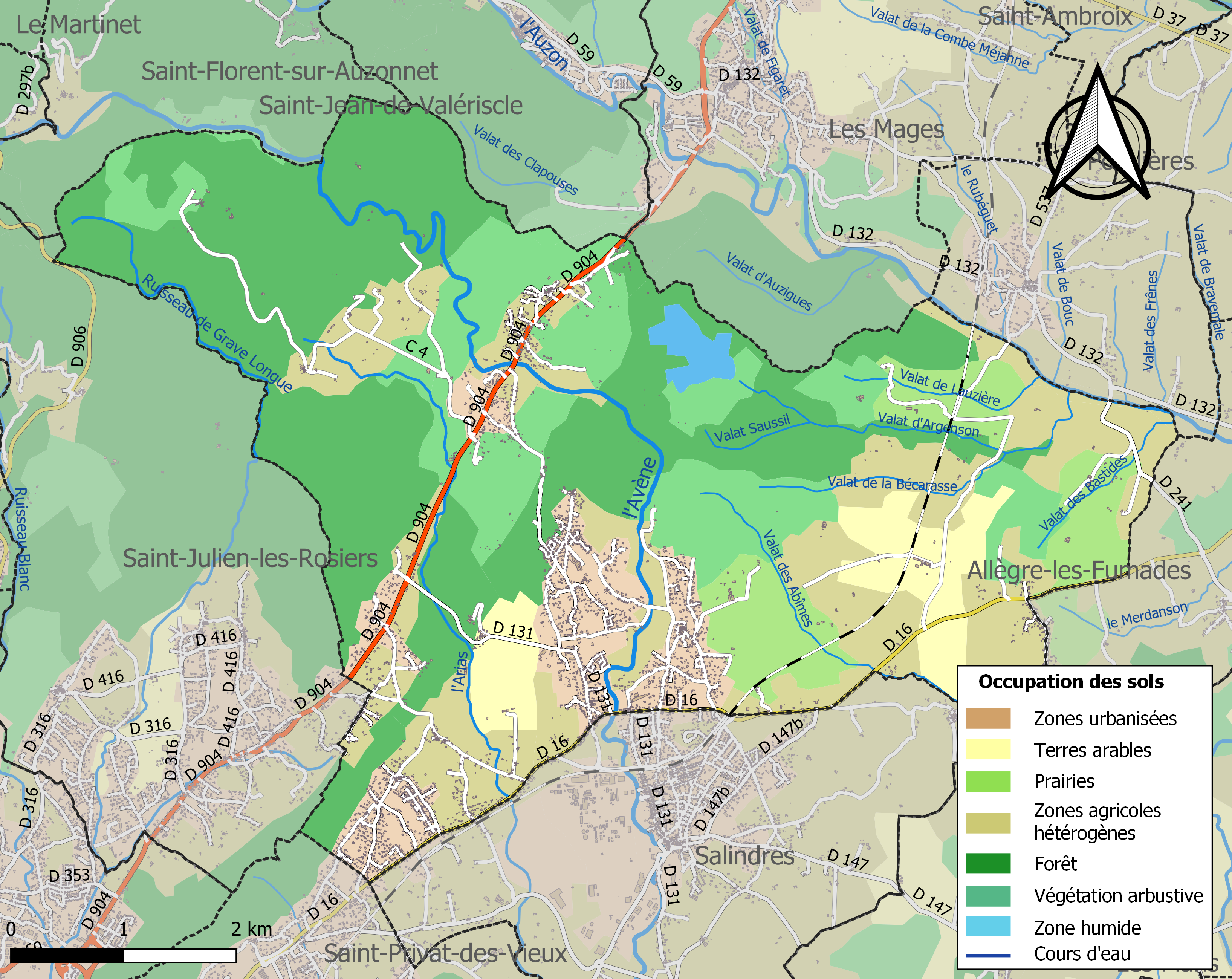
Kaart van de gemeente met belangrijkste infrastructuur, bodemgebruik en omliggende gemeenten

## Demografie
Onderstaande figuur toont het verloop van het inwonertal (bron: INSEE-tellingen).